# Decodon grandisquamis
Decodon grandisquamis là một loài cá biển thuộc chi Decodon trong họ Cá bàng chài. Loài này được mô tả lần đầu tiên vào năm 1968.

## Từ nguyên
Từ định danh của loài này được ghép bởi 2 từ trong tiếng Latinh: grandis ("lớn") và squamis ("vảy cá"), hàm ý đề cập đến những mảng vảy lớn rụng vào một thời kỳ nhất định trong cuộc đời của chúng.

## Phạm vi phân bố và môi trường sống
D. grandisquamis là một loài bản địa của Tây Ấn Độ Dương. Đây là một loài đặc hữu của Mozambique, và chỉ được biết đến ở bờ biển phía nam nước này. D. grandisquamis sống ở độ sâu đến 200 m.

## Mô tả
D. grandisquamis có chiều dài cơ thể tối đa được ghi nhận là 18,5 cm.
Số gai ở vây lưng: 11; Số tia vây ở vây lưng: 9; Số gai ở vây hậu môn: 3; Số tia vây ở vây hậu môn: 10.